# بازی زندگی آن‌ها
بازی زندگی آن‌ها (به انگلیسی: The Game of Their Lives) فیلمی محصول سال ۲۰۰۵ و به کارگردانی دیوید آنسپاو است. در این فیلم بازیگرانی همچون جرارد باتلر، وس بنتلی، جی رودان، گوین رزدیل، کستاس مندیلر، لوئیس ماندیلور، زکری تای براین، جیمی ژان لوئیس، بیل اسمیترویچ، پاتریک استوارت، تری کینی و جان ریس-دیویس ایفای نقش کرده‌اند.